# Feichtenbach
Feichtenbach ist eine Ortschaft in Pernitz in Niederösterreich.

## Geografie
Die Streusiedlung liegt nördlich von Pernitz in einem Seitental der Piesting und ist über die Landesstraße L4060 erreichbar. Zur Ortschaft gehören auch die Lagen Berndorfer Hütte, Brunnhof, Erholungsheim-Feichtenbach, Geyer, Mandling, Martahof, Quarb, Waxeneck, Waxeneckhaus und mehrere unbenannte Lagen. Über Feichtenbach gelangt man zum Geyersattel und weiter nach Berndorf. Ebenso ist das Waxeneckhaus leicht zu erreichen.

## Geschichte
Laut Adressbuch von Österreich waren im Jahr 1938 in Feichtenbach ein Elektrotechniker, drei Gastwirte, ein Gemischtwarenhändler und einige Landwirte ansässig.

## Sehenswürdigkeiten
Im Feichtenbach wurde von den jüdischen Ärzten Arthur Kraus und Hugo Baer das Sanatorium Wienerwald 1904  eröffnet und als Lungenheilanstalt bis 1938  betrieben. Nach Enteignung  unter dem Nationalsozialismus wurde es von der SS als in Ostmark einziges Entbindungsheim des Vereins Lebensborn betrieben. Nach 1945 war es Kinder-, Erholungsheim, zuletzt Kurhotel. Seit Jahren (Stand 2023) steht es leer.